# 友枝啓泰
友枝 啓泰（ともえだ ひろやす、1935年 - 2009年8月27日）は、日本の文化人類学者。国立民族学博物館名誉教授、広島市立大学名誉教授。

## 略歴
東京都立新宿高等学校を経て、東京大学教養学部卒業。埼玉大学助教授、国立民族学博物館助教授、同教授、広島市立大学教授を歴任。主にアンデス社会・文化を中心に研究活動を行った。

## 主な著作
- 『雄牛とコンドル―アンデス社会の儀礼と民話』（岩波書店）

共著
- 『世界の聖域18 神々のアンデス』（増田義郎と共著、講談社）
- 『アンデスの記録者 ワマン・ポマ―インディオが描いた「真実」』（染田秀藤共著、平凡社）

### 編著
- 『民族探検の旅 第8集 南アメリカ』（学研）

共編著
- 『ジャガーの足跡―アンデス･アマゾンの宗教と儀礼』（松本亮三と共編、東海大学出版会）
- 『アンデス文化を学ぶ人のために』（染田秀藤と共編、世界思想社）